# كويتشي كيدرا
كويتشي كيدرا (باليابانية: 木寺 浩一) (مواليد 4 أبريل 1972)، هو لاعب كرة قدم ياباني سابق كان يلعب كحارس مرمى.

## وصلات خارجية
- كويتشي كيدرا على موقع رابطة كرة القدم اليابانية للمحترفين (اليابانية)
- كويتشي كيدرا على موقع قاعدة بيانات كرة القدم.إي يو (الإنجليزية)
- كويتشي كيدرا على موقع Soccerway.com (الإنجليزية)
- كويتشي كيدرا على موقع عالم كرة القدم.نت (الإنجليزية)